# Фридман, Миа
Ми́а Фри́дман (англ. Mia Freedman; 1 октября 1971) — австралийская журналистка.

## Биография
Миа Фридман родилась 1 октября 1969 года в семье работника в сфере финансов Лоренса Фридмана и художницы и владелицы художественной галереи Кэти Фридман.
Миа окончила известную австралийскую школу для девочек «Ascham School».
Она начала свою карьеру в «Клео», получая опыт работы в возрасте 19-ти лет. Её первая оплачиваемая работа в средствах массовой информации — работа редактором «Клео» и она осталась на «Клео» в течение пяти лет.
С 1998 года Миа замужем за Джейсоном Лавином, с которым она встречалась год до их свадьбы. У супругов есть трое детей: сын Лука Лавин (род.1998), дочь Коко Лавин (род.2005) и ещё один сын — Реми Лавин (род. в августе 2008).